# Татары в Австралии
Австралийские татары или Татары Австралии (тат. Австралия татарлары) — национальное меньшинство в Австралии, численностью около 700 человек.

## История
Одна из старейших татарских общин. Первым представителем татар был Абдул Ганиваффо (Ганивахов). Он прибыл в Мельбурн в 1916 году в качестве моряка из Российской империи, вступил в местную армию в Мельбурне и получил чин капрала. Диаспора начала формироваться после Второй мировой войны. Ее основу заложили татарские переселенцы из китайской Маньчжурии — Харбина, Мукдена, Хайлара и др. городов. Первая татарская женщина Махира Хаертдинова-Надольная появилась в Южной Австралии в 1949 году — она приехала сюда из Германии вместе с другими 907 освобожденными узниками немецких лагерей. С 1950-х годов начинается миграция татар в Южную Австралию из Германии, Польши, Маньчжурии и Восточного Туркестана (Китай), Японии, Турции, и в настоящее время — из Российской Федерации. Самая большая община находится в Аделаиде.
Татарская диаспора Австралии объединена в несколько организаций. В 1984 году Сагит Садри со своей супругой Лейлой Садри (Габитовой) основали ассоциацию татар Южной Австралии. Самой крупной организацией сегодня является татарско-башкирская ассоциация Южной Австралии, которую в 1990 году основал официальный представитель Башкортостана в Австралийском Союзе Зия Маски. В декабре 2004 года в Музее эмиграции в Аделаиде прошла выставка, посвященная 1000-летию Казани.

## Современное состояние
С 2004 года татарско-башкирскую ассоциацию Южной Австралии возглавляет Шухрат Валиф (Валиев). В Сиднее в декабре 2017 года была создана новая ассоциация — Tatar Heritage Association of NSW, Australia Inc. Приблизительно 100 семей проживают в различных городах Австралии, самая большая община находится в Аделаиде. Другие общины — в Сиднее (около 20 семей, 100 человек) и Мельбурне (30 человек).
Татаро-башкирская школа работает с 1981 года — раз в неделю в ней проходят уроки татарского языка. С 1997 года при поддержке департамента национальностей и международных дел города-порта Аделаиды здесь проводится национальный праздник Сабантуй, он проходит в декабре или ноябре (когда в Австралии наступает лето). День взятия Казани в 1552 году вошел в календарь памятных дат народов Австралии.

## Примечание
1. 1 2 3 4  Tatar-Bashkurt Association in Australia. Дата обращения: 10 декабря 2023. Архивировано 5 июня 2023 года.
2. 1 2 3 4 5  «Мягкая сила» татар: топ-10 самых активных диаспор за границей